# Caesar Film
La Caesar Film è stata un'azienda di produzione e distribuzione cinematografica italiana attiva in una prima fase durante il cinema muto dal 1914 al 1919 (fino al 1925 se si considera anche il periodo U.C.I.). In questi anni diventò una delle principali Case produttive, coinvolgendo nella propria attività molti dei più importanti registi ed attori dell'epoca e legando in particolare la propria sigla con il fenomeno divistico di Francesca Bertini. Successivamente fu rilanciata all'inizio del cinema sonoro per un secondo periodo di attività che durò dal 1931 al 1935.

## Storia

### La prima "Caesar" (1914 - 1919)
La "Caesar" nasce dalla trasformazione di una società fondata nell'ottobre del 1913 da tre imprenditori del settore cinematografico. I primi due, Gualtiero Giomini ed Augusto Panella, erano proprietari di una piccola casa di produzione situata ad Albano Laziale, la "Tebro Film", della quale si conosce un solo film prodotto nel 1912, mentre il terzo, Giuseppe Barattolo, era attivo già da tempo nel settore della distribuzione e del noleggio con notevole successo, avendo tra l'altro al suo attivo un accordo con 5 case di produzione USA (la Biograph, la Essanay, la Kalem, la Lubin e la Selig) per importare in Italia i loro prodotti. Nell'accordo contrattuale Giomini e Panella conferiscono un terreno acquistato a Roma, nella zona di San Saba, sul quale si progetta di far sorgere gli impianti, mentre Barattolo apporta l'esperienza e la conoscenza del mondo cinematografico italiano ed estero. All'atto della fondazione la società è definita "Società anonima Barattolo, Giomini & Panella".

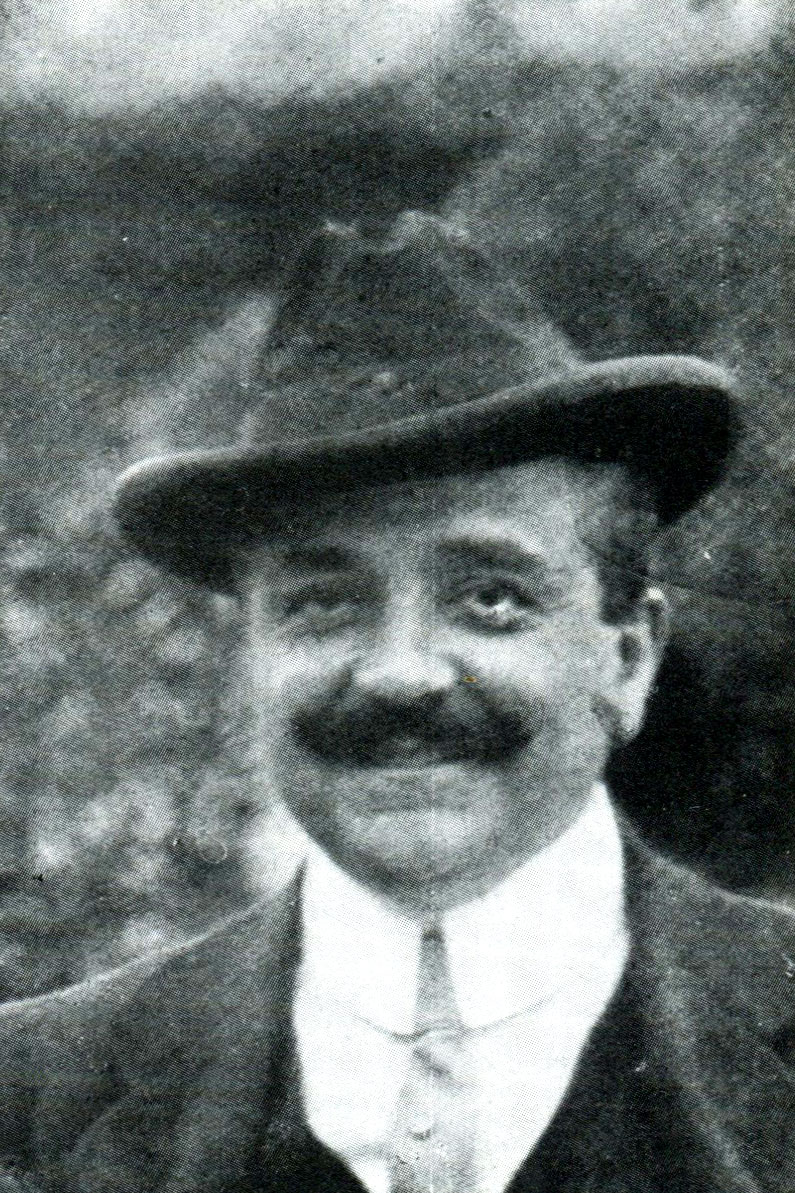
Giuseppe Barattolo, qui in un'immagine dei primi anni trenta, fu il fondatore e proprietario della "Caesar Film" per quasi venti anni

L'intenzione dei fondatori è di inserirsi nel momento aureo in cui si trova la cinematografia italiana nella prima metà degli anni dieci, che, soprattutto con le produzioni di soggetto storico (spesso "colossal" per l'epoca), riesce a superare i "maestri" francesi e ad affermarsi sul piano internazionale. Questo sviluppo garantiva consistenti introiti dalle esportazioni di pellicole italiane, tanto che negli anni che precedono l'entrata in guerra dell'Italia il commercio di prodotti cinematografici italiani raggiunge la considerevole somma di 40 milioni di lire oro. Ben presto la società cambia nome, diventando nei primi mesi del 1914 "Caesar Film", Barattolo ne resta l'unico "player" ed iniziano ad apparire i programmi produttivi, mentre si completano gli stabilimenti situati nella Circonvallazione Appia (a quel tempo via Zaccaria). Emilio Ghione diventa il direttore artistico dell'azienda.  Ma nel 1914, primo anno di attività, in assenza di un cast artistico, si producono soltanto due documentari.
La società decolla davvero all'inizio del 1915, quando Barattolo riesce a scritturare un gruppo di attori in gran parte provenienti dalla "Celio Film" (una casa legata alla "Cines"). Nei mesi successivi, egli riesce ad acquisire un'ulteriore e consistente dotazione di interpreti e registi tra i quali Gustavo Serena e Camillo De Riso. Ma l'acquisto più importante era stato, nel settembre del 1914, quello di Francesca Bertini, già affermatasi alla "Tiber film": questa azienda l'autorizza a lavorare con la "Caesar" in quanto impegnata in lavori di ristrutturazione dei propri impianti, ma l'attrice poi vi resterà indispettita per il rifiuto di un aumento alla sua paga di 100 lire che aveva richiesto all'amministratore Girolamo Lo Savio. La Bertini apre la sua stagione alla "Caesar" con Nelly la gigolette, dando vita con successo ad una figura di donna bella ed indipendente, poi rifiuterà di rientrare alla "Tiber", decisione destinata a guastare per sempre i rapporti, prima di collaborazione, tra le due imprese ed a scatenare tra di esse anche diversi conflitti legali.

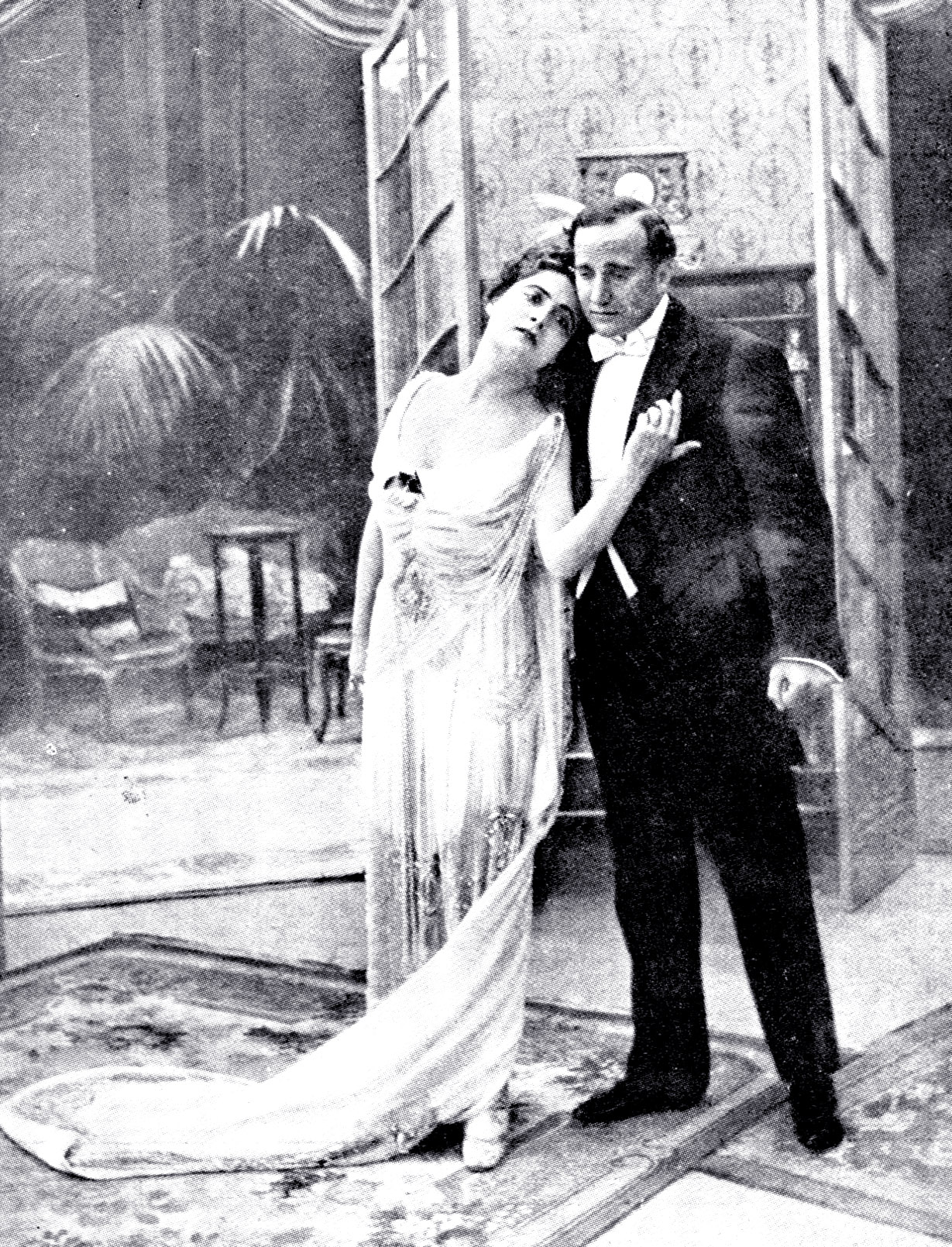
Francesca Bertini con Gustavo Serena ne La signora delle camelie (1915). Il film fu al centro di una storica vertenza legale per questioni di plagio e di diritti d'autore.

Nella seconda metà del 1914 l'inizio in Europa della guerra aveva comportato, nonostante l'Italia ne fosse ancora estranea, la chiusura o riduzione d'attività della maggior parte delle aziende di produzione. La "Caesar" invece va controcorrente e Barattolo potenzia la produzione. Egli punta soprattutto sul nascente divismo della Bertini, verso la quale si manifestano già fenomeni di idolatria collettiva, e che sempre più imporrà scelte produttive e distributive, al punto da impedire l'uscita di un film (Don Pietro Caruso) già girato. Tale indirizzo resterà anche quando nel 1915 l'Italia entra nel conflitto e la "Caesar", concedendo ben poco spazio ad opere di tipo patriottico, assume diversi cineasti rimasti senza lavoro per causa della guerra, tra cui Roberto Roberti, che diventerà il regista di fiducia della Bertini, ed Arrigo Frusta, che sino ad allora era stato il principale autore di soggetti per la Ambrosio di Torino. Nel periodo bellico la "Caesar" e la "Tiber" (poi "Itala Film") resteranno le due Case attorno alle quali si focalizza la produzione italiana.
Questo dualismo darà luogo a un'esasperata concorrenza nella quale, oltre a registrare veri e propri casi di spionaggio industriale, vi saranno anche diverse vertenze legali. La prima e più nota di esse ha luogo già nel 1915 e riguarda la riduzione della Signora delle camelie (dramma di Dumas figlio già portato sullo schermo nel 1909) che vede contrapposte le due case con film diretti da Gustavo Serena (per la "Caesar") e da Baldassarre Negroni (per la "Tiber"). Si arriverà nel novembre 1916 ad un contrastato processo nel quale, per la prima volta in Italia, viene affrontata e decisa la questione del diritto d'autore applicato alle opere cinematografiche. Dopo aver prevalso in questa causa, la "Caesar" dovrà poi soccombere in una vertenza con Ubaldo Maria Del Colle a proposito di un'accusa di plagio per la riduzione dei Misteri di Parigi di Sue.

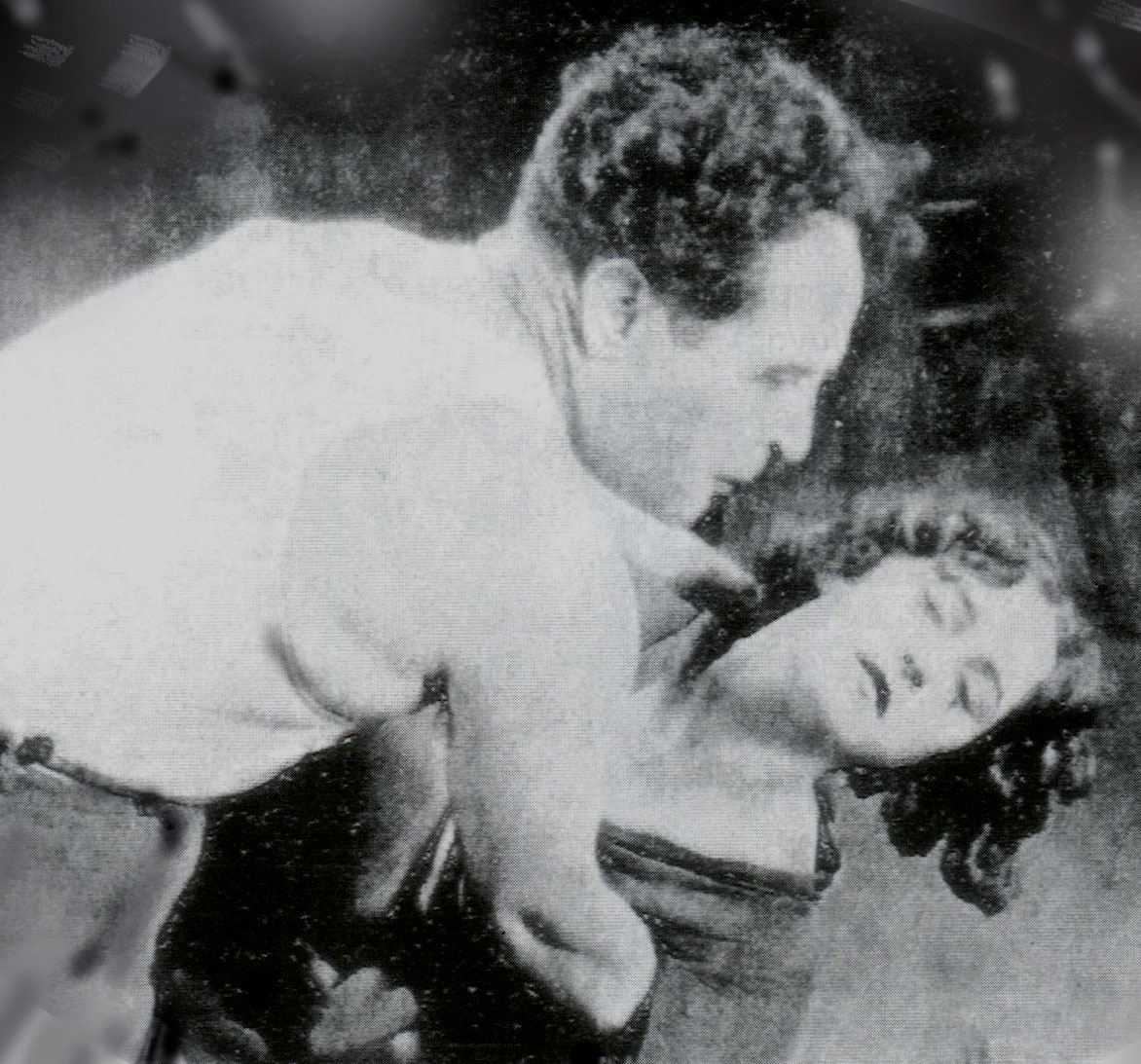
Un'immagine di Mese mariano (1929 - 30), ultimo film ad essere prodotto dalla "Caesar" nel periodo muto. Gli attori sono Febo Mari e Rina De Liguoro

Negli anni della guerra la "Caesar" produce circa 80 pellicole, molte delle quali incentrate sulle interpretazioni della Bertini che è l'artista di punta della Casa, oppure di tipo comico con Polidor e Camillo De Riso. Nonostante la ristrettezze del periodo bellico, l'attrice ottiene una costante crescita economica dei propri ingaggi, sino a quando (1918) registra la prima battuta d'arresto con l'insuccesso della serie da lei voluta ed ispirata ai Sette peccati capitali, per la quale aveva ottenuto un contratto speciale con un "bonus" di 200.000 lire per ogni film della serie. Nello stesso periodo la "Caesar" si assicura la collaborazione di un'altra grande attrice sino ad allora applaudita soprattutto a teatro, Vera Vergani.

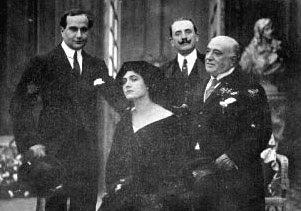
Gennaio 1916: Gustavo Serena, Francesca Bertini, Giuseppe De Liguoro, Camillo De Riso ripresi insieme alla "Caesar", di cui costituiscono gli artisti di maggior successo durante gli anni di guerra

Alla fine del conflitto la cinematografia italiana, pressata dal peso delle importazioni, soprattutto dagli USA, ma anche dalla propria incapacità di rinnovarsi, va in crisi. Barattolo diventa l'artefice della costituzione dell'UCI, in cui confluiscono man mano le principali case produttrici nella convinzione che un "trust" delle aziende italiane possa contrastare il predominio americano del mercato. La sua "Caesar" è ovviamente una delle prime società a confluire nel 1919 nell'Unione, così come in quella stesso anno vi entra anche la "Bertini Film", azienda fondata l'anno precedente dall'attrice per la gestione dei propri film che tuttavia resterà sempre nell'orbita della "Caesar", sia come mezzi produttivi che come distribuzione.
In questo ambito, nel 1920, viene siglato un nuovo contratto con cui Barattolo, nella duplice veste di "Caesar" ed U.C.I., impegna la Bertini per 8 film nel biennio successivo per la somma, a quei tempi inaudita, di 4 milioni, che susciterà forti proteste, agitazioni e scioperi nel mondo della cinematografia, a causa del rialzo di tutti i compensi che ciò avrebbe comportato. Oppressa dai debiti e da una gestione sbagliata l'U.C.I. arriva in pochi anni al fallimento. Questo esito travolgerà anche le aziende associate, tra le quali la "Caesar", che, salvo rari titoli, cessa di fatto la produzione.

### La seconda "Caesar" (1931 - 1935)
Nel 1929 - 30, quando Stefano Pittaluga riorganizza gli impianti romani della "Cines" per dare inizio in Italia alla produzione di pellicole sonore, anche Barattolo decide di rientrare nell'attività produttiva e riapre la "Caesar" rinnovando gli impianti di San Saba con l'attrezzatura richiesta dalla nuova tecnologia. L'obiettivo dichiarato è quello di diventare una delle due "editrici" della rinnovata cinematografia italiana in un contesto nel quale, dopo, un decennio di disinteresse, il regime fascista inizia a vedere il cinema quale fattore di consenso, come testimonia la presenza di alte cariche del governo, tra cui il Ministro Bottai (al quale fu fatta simbolicamente riprendere una scena de La vecchia signora), all'inaugurazione degli impianti rinnovati avvenuta il 5 ottobre 1931. 

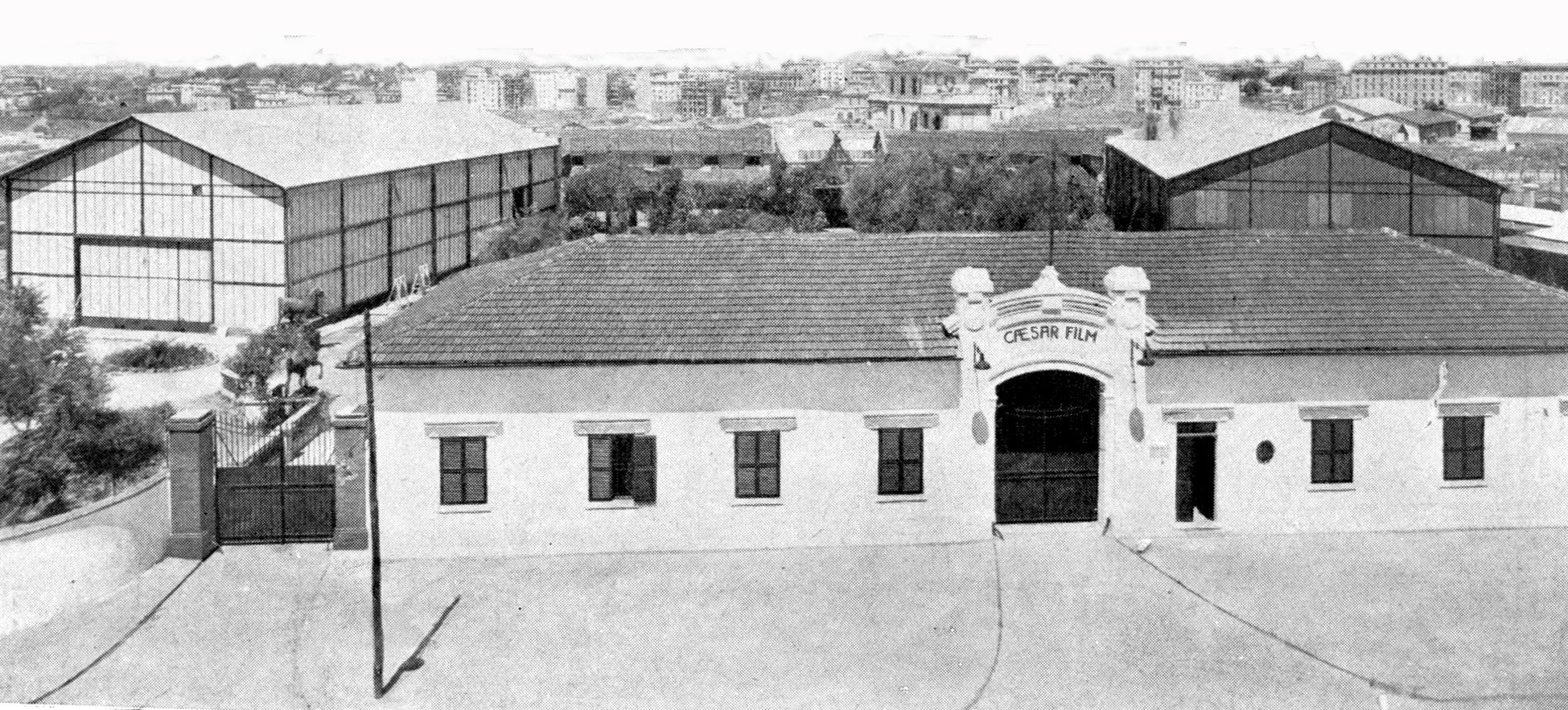
Gli stabilimenti della "Caesar film" in Circonvallazione Appia, Roma, dopo il rinnovo degli impianti nel 1931

Infatti già in quella occasione si parlò apertamente di «incoraggiamento allo sforzo in favore di una cinematografia italiana, essendo doveroso per ragioni morali, oltreché economiche che l'Italia abbia una sua cinematografia di arte e pensiero»,. Barattolo, forte anche degli incarichi politici che ricopre, intende inserirsi in questo sviluppo che porterà in pochi anni a cospicue provvidenze statali a favore della produzione cinematografica italiana ed al sostanziale blocco dell'importazione di pellicole straniere.
Il primo film prodotto dalla nuova "Caesar", La vecchia signora, ottenne un buon successo, anche per un uso innovativo del sonoro impiegato come contrappunto alle scene. Ma in seguito l'attività non si sviluppò come voluto, e la produzione proseguì stentatamente con pochi titoli all'anno, tanto che sono numerosi gli episodi di proteste di attori o registi non pagati, che coinvolsero anche la Bertini, quando con Odette fece uno dei suoi rari rientri sul set dopo l'abbandono del 1921. Come società di produzione la seconda "Caesar" rimase in attività soltanto per circa 3 anni.
Una boccata d'ossigeno arrivò alla "Caesar" dall'incendio che nel 1935 distrusse gli stabilimenti della "Cines" in via Vejo, costringendo le produzioni a trasferire le lavorazioni. In questo periodo, mentre Cinecittà era ancora in costruzione, nacquero negli stabilimenti "Caesar" alcune pellicole, tra cui Il signor Max e I due misantropi. A quel punto la "Caesar" smise di produrre in proprio e si limitò ad affittare a terzi gli impianti. Ma ciò non bastò a rilanciare l'azienda, che nel 1938 fu salvata dal fallimento grazie all'intervento della "Scalera film", sollecitato anche dal governo, che rilevò gli impianti e lì ampliò realizzando nuovi teatri di posa. Barattolo divenne un addetto alla produzione della "Scalera" e la "Caesar Film" chiuse definitivamente. Gli impianti restarono in attività, prima come "Scalera" e poi come "Titanus", sino al 1967, quando furono demoliti e l'area venne inghiottita dall'espansione edilizia romana.

## Artisti che lavorarono alla Caesar Film
Nel corso degli oltre vent'anni di attività della "Caesar", sia pure suddivisi in due fasi, molti tra i più importanti cineasti italiani - registi o attori e attrici - lavorarono per periodi più o meno lunghi con la "Caesar". Nel periodo muto i registi più assidui furono Giuseppe De Liguoro, Gustavo Serena, Alfredo De Antoni, Camillo De Riso ed Edoardo Bencivenga che lavorarono con la Casa sin dall'inizio e per diversi anni. Emilio Ghione diresse inizialmente alcune pellicole, per poi fare un breve ritorno nel 1917. 

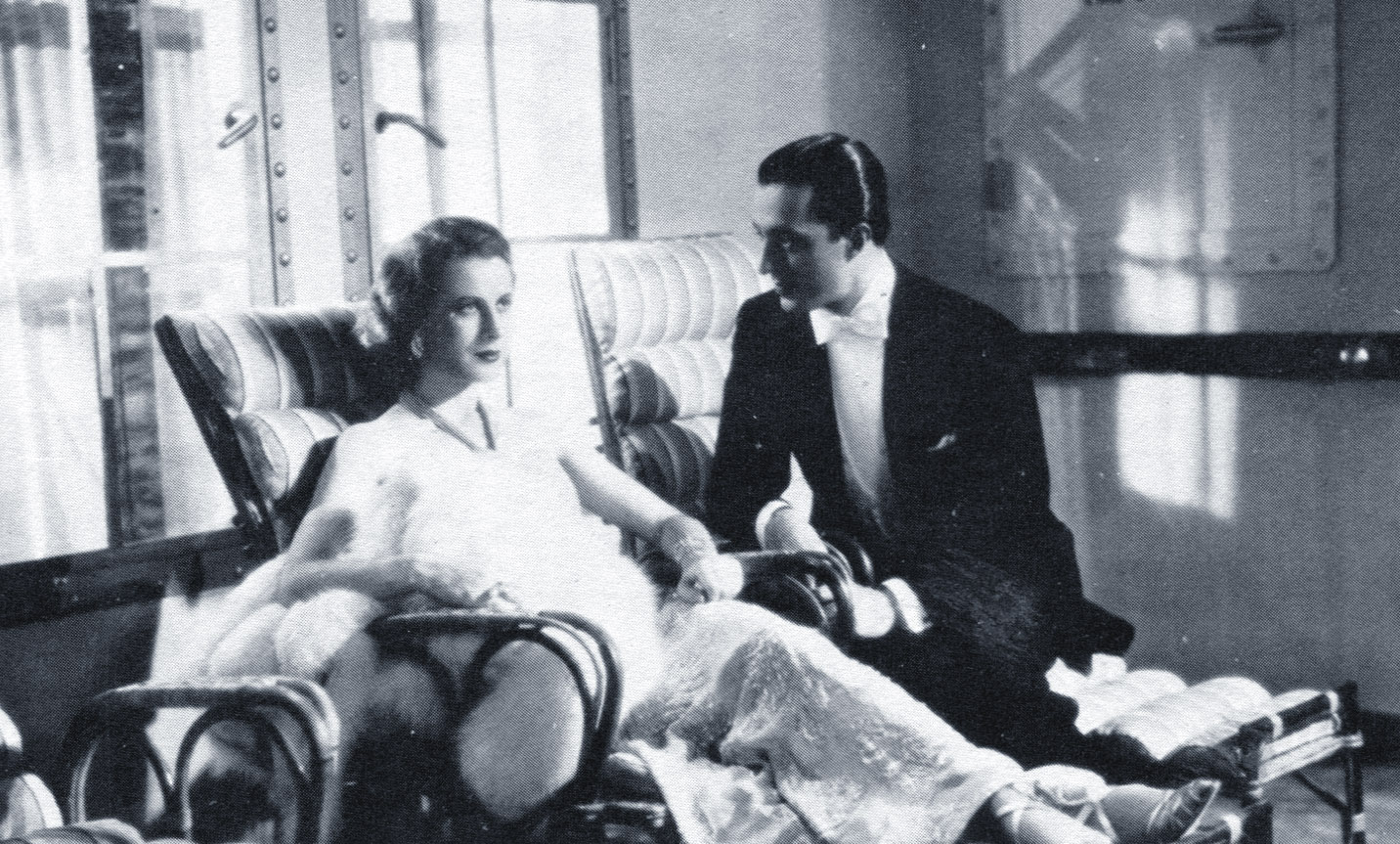
Il signor Max (Camerini, 1937) fu uno dei film girati negli stabilimenti della "Caesar" a causa dell'incendio della "Cines". Foto di scena con Rubi Dalma e Vittorio De Sica.

Particolarmente importante fu l'apporto di Roberto Roberti che diventò il regista di fiducia della Bertini. Nella produzione di comiche fu attivo Polidor che portò per diverso tempo in ambito "Caesar" la sua "Polidor Film". Altre pellicole furono dirette da Ermanno Geymonat, Ugo Falena, Ivo Illuminati, Luigi Maggi, Febo Mari, Ubaldo Pittei, Gaston Ravel, Augusto Camerini, Torello Rolli, Giovanni Enrico Vidali e Domenico Gambino, con il personaggio di Saetta.
Tra gli attori, i più presenti nelle produzioni "Caesar" furono, dal 1916 al 1922, Mario Bonnard, Lido Manetti, Amleto Novelli, Livio Pavanelli e, alla fine degli anni venti, Febo Mari ed Elio Steiner. Per quanto riguarda le attrici, oltre alla "diva" Bertini, parteciparono a produzioni "Caesar" Tilde Kassaj, Elena Lunda, Enna Saredo. Più occasionali furono le presenza sui set di Circonvallazione Appia di Vera Vergani, Leda Gys, Rina De Liguoro e Tilde Teldi.
Nel periodo del sonoro il regista più impegnato con la "Caesar" fu Amleto Palermi. Altre pellicole vennero dirette da Enrico Guazzoni, Mario Bonnard, Carmine Gallone e Nunzio Malasomma. In un caso vi fu il ritorno di Gustavo Serena. Data la limitatezza della produzione del periodo sono pochi gli attori ed artisti che hanno frequentato assiduamente la "Caesar": tra essi Armando Falconi e, in due casi Emma Gramatica. Una delle pellicole vide anche la partecipazione di Eduardo e Peppino De Filippo, di Assia Noris, María Denis e Germana Paolieri. Si trattò comunque di casi isolati.

## Filmografia
La vastissima filmografia della "Caesar Film" è suddivisa in due parti. La prima riguarda i molti titoli prodotti da questa Casa nel periodo del muto sia autonomamente sia in seno all'U.C.I., compresi quelli formalmente attribuiti alla consociata "Bertini Film". La grande maggioranza di queste opere risulta oggi perduta. Un secondo elenco, molto più modesto, è invece relativo alle produzioni del periodo sonoro quando Barattolo tentò, senza molta fortuna, di far ripartire la sigla aziendale da lui creata nel 1914.